# U-149 (1940)
| U-149                                                                                  | U-149 | U-149 |
| -------------------------------------------------------------------------------------- | --- | --- |
| U 149                                                                                  | | |
|                                                                                        | | |
| Однотипний з U-149 підводний човен U-2                                                 | | |
| Верф                                                                                   | Deutsche Werke, Кіль | Deutsche Werke, Кіль |
| Під прапором                                                                           | Третій Рейх | Третій Рейх |
| Належність                                                                             | Крігсмаріне | Крігсмаріне |
| Порт приписки                                                                          | Кіль, Готенгафен, Гельголанд | Кіль, Готенгафен, Гельголанд |
| Замовлення                                                                             | 25 вересня 1939 | 25 вересня 1939 |
| Закладений                                                                             | 25 травня 1940 | 25 травня 1940 |
| Спуск на воду                                                                          | 19 жовтня 1940 | 19 жовтня 1940 |
| Введений до складу флоту                                                               | 13 листопада 1940 | 13 листопада 1940 |
| На службі                                                                              | 1940—1945 | 1940—1945 |
| Сучасний статус                                                                        | 5 травня 1945 року капітулював у Гельголанді 21 грудня 1945 року затоплений в операції «Дедлайт»                                    | 5 травня 1945 року капітулював у Гельголанді 21 грудня 1945 року затоплений в операції «Дедлайт»                                    |
| Бойовий досвід                                                                         | Друга світова війна Кампанія на Балтійському морі                                                                                   | Друга світова війна Кампанія на Балтійському морі                                                                                   |
| Проєкт                                                                                 | | |
| Тип ПЧ                                                                                 | торпедний прибережний підводний човен                                                                                               | торпедний прибережний підводний човен                                                                                               |
| Основні характеристики                                                                 | | |
| Швидкість (надводна)                                                                   | 12,7 вузла | 12,7 вузла |
| Швидкість (підводна)                                                                   | 7,4 вузла | 7,4 вузла |
| Робоча глибина занурення                                                               | 80 м | 80 м |
| Гранична глибина занурення                                                             | 150 м | 150 м |
| Автономність плавання                                                                  | 56 миль (104 км) на швидкості 4 вузли (в підводному положенні) 5650 миль (10 460 км) на швидкості 8 вузлів (у надводному положенні) | 56 миль (104 км) на швидкості 4 вузли (в підводному положенні) 5650 миль (10 460 км) на швидкості 8 вузлів (у надводному положенні) |
| Екіпаж                                                                                 | 25 осіб | 25 осіб |
| Розміри                                                                                | | |
| Довжина найбільша (по КВЛ)                                                             | 43,97 м | 43,97 м |
| Ширина корпусу найб.                                                                   | 4,916 м | 4,916 м |
| Висота                                                                                 | 8,1 м | 8,1 м |
| Середня осадка (по КВЛ)                                                                | 3,93 м | 3,93 м |
| Водотоннажність надводна                                                               | 314 т | 314 т |
| Силова установка                                                                       | | |
| дизель-електрична; 2 дизельних двигуни MWM RS 127 S, 2 електродвигуни SSW PG VV 322/36 | | |
| Гвинти                                                                                 | 2 | 2 |
| Потужність                                                                             | 2 × 510 к.с. (дизелі) 2 × 370 к.с. (електродвигуни)                                                                                 | 2 × 510 к.с. (дизелі) 2 × 370 к.с. (електродвигуни)                                                                                 |
| Озброєння                                                                              | | |
| Торпедно- мінне озброєння                                                              | 3 носових ТА. 5 торпед або 12 TMA чи 18 TMB                                                                                         | 3 носових ТА. 5 торпед або 12 TMA чи 18 TMB                                                                                         |
| ППО                                                                                    | 1 × 20-мм зенітна гармата FlaK 30/38/Flakvierling                                                                                   | 1 × 20-мм зенітна гармата FlaK 30/38/Flakvierling                                                                                   |

U-149 — німецький прибережний підводний човен типу IID, що входив до складу Військово-морських сил Третього Рейху за часів Другої світової війни. Закладений 25 травня 1940 року на верфі № 278 компанії Deutsche Werke у Кілі, спущений на воду 19 жовтня 1940 року. 13 листопада 1940 року корабель увійшов до складу 1-ї навчальної флотилії ПЧ ВМС нацистської Німеччини. 5 травня 1945 року капітулював на Гельголанді союзникам.

## Історія служби
U-149 належав до німецьких малих, так званих прибережних підводних човнів, типу IID, однієї з модифікацій типу субмарин Третього Рейху. Службу розпочав у складі 1-ї навчальної флотилії ПЧ, 1 січня 1941 року переведений до 22-ї флотилії Крігсмаріне (школа підводників), у складі якої здійснив один бойовий похід у Балтійське море, і потопив один радянський підводний човен (206 тонн). Після походу знову повернувся до 22-ї флотилії-школи підводників, у якій служив до завершення війни в Європі. 5 травня 1945 року капітулював союзникам у Гельголанді. 30 червня переміщений до Лох-Раян у Шотландії, а 21 грудня 1945 року затоплений за планом операції «Дедлайт» північніше Ірландії.

## Командири
- капітан-лейтенант Горст Гельтрінг (13 листопада 1940 — 30 листопада 1941)
- капітан-лейтенант Рольф Борхерс (1 грудня 1941 — 31 липня 1942)
- оберлейтенант-цур-зее Адольф-Вільгельм фон Гаммерштайн-Екворд (1 серпня 1942 — 14 травня 1944)
- оберлейтенант-цур-зее Гельмут Плор (15 травня 1944 — 5 травня 1945)

## Перелік уражених U-149 суден у бойових походах
| №                                                               | Дата           | Командир ПЧ            | Назва | Тип             | Належність | Водотоннажність (брт) | Вантаж | Конвой | Результат та координати                                                | Наслідки атаки для екіпажу | Прим. |
| --------------------------------------------------------------- | -------------- | ---------------------- | ----- | --------------- | ---------- | --------------------- | ------ | ------ | ---------------------------------------------------------------------- | -------------------------- | ----- |
| Перший похід (18.06—11.07.1941, 24 доби; Готенгафен—Готенгафен) |                |                        |       |                 |            |                       |        |        |                                                                        |                            |       |
| 1                                                               | 27 червня 1941 | Kptlt. Горст Гельтрінг | М-99  | підводний човен | СРСР       | 206                   |        |        | потоплений 59°20′ пн. ш. 21°12′ сх. д. / 59.333° пн. ш. 21.200° сх. д. | 20 (усі загинули)          |       |